# Argumento ad populum
Un argumento ad populum, argumentum ad populum (en latín, «dirigido al pueblo») o sofisma populista es una falacia que implica responder a un argumento o a una afirmación refiriéndose a la supuesta opinión que de ello tiene la gente en general, en lugar de al argumento por sí mismo. Se suele tomar como que un argumento es válido solo porque mucha gente lo cree así. Un argumento ad populum tiene esta estructura:
1. Para la mayoría, A es verdadero.
2. Por lo tanto, A es verdadero.

Los argumentos ad populum se suelen usar en discursos más o menos populistas, y también en las discusiones cotidianas. También se utiliza en política y en los medios de comunicación, aunque no es tan poderosa como el argumentum ad hominem. Suele adquirir mayor firmeza cuando va acompañada de un sondeo o encuesta que respalda la afirmación falaz. A pesar de todo, es bastante sutil y para oídos poco acostumbrados al razonamiento puede pasar inadvertido. Según William Shakespeare, el triunviro romano Marco Antonio logró gran popularidad luego de la muerte de Julio César con ese tipo de argumentaciones.
Por ejemplo:
- «Este artista debe de ser muy bueno, ya que millones de fanes no pueden estar equivocados».
- «Esta marca es la marca líder en Europa; por eso, deberías comprar sus productos».
- «Todo un pueblo no puede equivocarse».[3]

## Uso
Esta falacia es una variante de la falacia ad verecundiam, con la diferencia de que, en vez de atribuir la autoridad a una persona o a un reducido grupo de eminencias, se le atribuye a un gran colectivo de gente, por ejemplo a la población de un país. Mediante un ardid argumental uno puede apoyar su afirmación basándose en que es la opinión de la mayoría u otra.

## Validez
Existen dos grados de falacia ad populum con mayor y menor consistencia. Se puede afirmar sin pruebas que lo confirmen que la opinión mayoritaria de la gente es X. En ese caso, la falacia es doble: se afirma una premisa que se desconoce y además se le da autoridad a esa dudosa opinión mayoritaria.
Pero puede ocurrir que se haya hecho algún tipo de consulta popular que permita conocer esa opinión. Aun suponiendo que la consulta se haya hecho correctamente y que la opinión esté bien reflejada en los resultados, este argumento sigue siendo falaz. Nada justifica un razonamiento solo porque la mayoría piense lo mismo. Este pensamiento se basa en la intuición de que la opinión general tiene autoridad porque tanta gente no puede estar equivocada.
Se suele oír en frases del tipo todo el mundo sabe que… o … esto es lo que la sociedad desea; así como en la mayoría de los argentinos sabe que…,  La gente quiere….

## Subtipos
Dos tipos de argumentum ad populum muy utilizados son la apelación a la tradición y la apelación a la práctica común. La apelación a la tradición es decir algo como: esto siempre se ha hecho así, por lo tanto es así. La apelación a la práctica común, en cambio, es decir algo como: todo el mundo lo hace así, por lo tanto es así.
Un ejemplo más concreto de apelación a la práctica común podría ser: «Esta ley no es buena porque ningún país del mundo tiene nada igual y se ha venido haciendo así hasta ahora.» Tal razonamiento olvida que para que haya innovaciones siempre alguien ha de ser el primero. Además, si bien una manera de hacer las cosas puede haber funcionado hasta ahora, eso no significa que vaya a seguir funcionando siempre.

## En democracia
Los resultados en democracia no se pueden catalogar como «verdaderos» o «falsos» de acuerdo con el número de votantes: tan solo se puede afirmar que el resultado es el que el mayor número de personas quiere, y eso en democracia debe ser suficiente. Votar por una solución o voto plural como método para saber si una afirmación es cierta o falsa es falaz e incorrecto. Un espectador de un juicio que observa una votación y no los argumentos no puede deducir después de la votación o por el resultado si lo votado es cierto o no. Esto es así porque la votación pudo haberse llevado a cabo a través de los prejuicios y no a través de los argumentos. De igual manera, si la lógica es llevada solo a través de argumentos sólidos no sería necesaria la votación. Tanto la democracia como los juicios no obvian esto sino que simplemente hacen la falacia irrelevante definiendo leyes que son subjetivas más que objetivas. Es decir, no se trata de hallar la verdad o lo mejor posible sino de encontrar una solución que agrade a la mayoría. En los juicios por votación, para evitar en lo posible un efecto arrastre, existe la presunción de inocencia y, además, la idea de que la simple posibilidad, las suposiciones o las pruebas circunstanciales no deben ser tenidas en cuenta por el jurado. Existen excepciones como en etiqueta y protocolo. Estas solo dependen de la aceptación mayoritaria de estos, es decir, son totalmente subjetivos al número así que un argumento ad populum no es falaz en estos casos.